# Primo Victoria
Primo Victoria (лат. прва победа) је други албум шведског пауер метал бенда Сабатон. Ово је био први албум издат за новог издавача, Блек Лоџ Рекордс.

## Листа песама
1. „“ – 4:10 - О Дану Д и искрцавању савезника у Нормандији.
2. „“ – 3:51 - О Операцији „Пустињска олуја“ и Садаму Хусеину.
3. „“ – 5:09 - О Операцији „Ирачка слобода“, наставак песме „Reign of Terror“.
4. „“ – 5:55 - О Бици за Атлантик, посебно о нападу немачког „Вучјег чопора“ на амерички конвој „ОНС-92“.
5. „“ – 3:48 - О Шестодневном рату на Блиском истоку.
6. „“ – 5:18 - О Бици за Стаљинград.
7. „“ – 3:25 - О Вијетнамском рату.
8. „“ – 5:07 - О добитницима награде Пурпурно срце.
9. „“ – 4:22 - О Хеви металу, стихови су направљени помоћу наслова песама бендова Ајрон Мејден, Мановар, Џудас Прист, Рејнбоу, Дио, Металика, Васп, Аксепт, Хеловин, Пинк Флојд and Блек Сабат.

## Састав
- Јоаким Броден - вокал, клавијатуре
- Рикард Сунден - гитара
- Оскар Монтелијус - гитара
- Пер Сундстром - бас гитара
- Данијел Мулбак - бубњеви, перкусије